# District de Dhubri
Le district de Dhubri (assamais : ধুবুৰী জিলা) est un district de l'état d’Assam en Inde.

## Géographie
Le district compte 1 949 258 habitants en 2011 pour une superficie de 2 176 km2.
Le chef-lieu du district est la ville de Dhubri.